# Tesco
，是英国的大型连锁超级市场，目前是英国最大的零售商，是仅次于沃尔玛（美国）、家乐福（法国）的全球第三大超市集团。

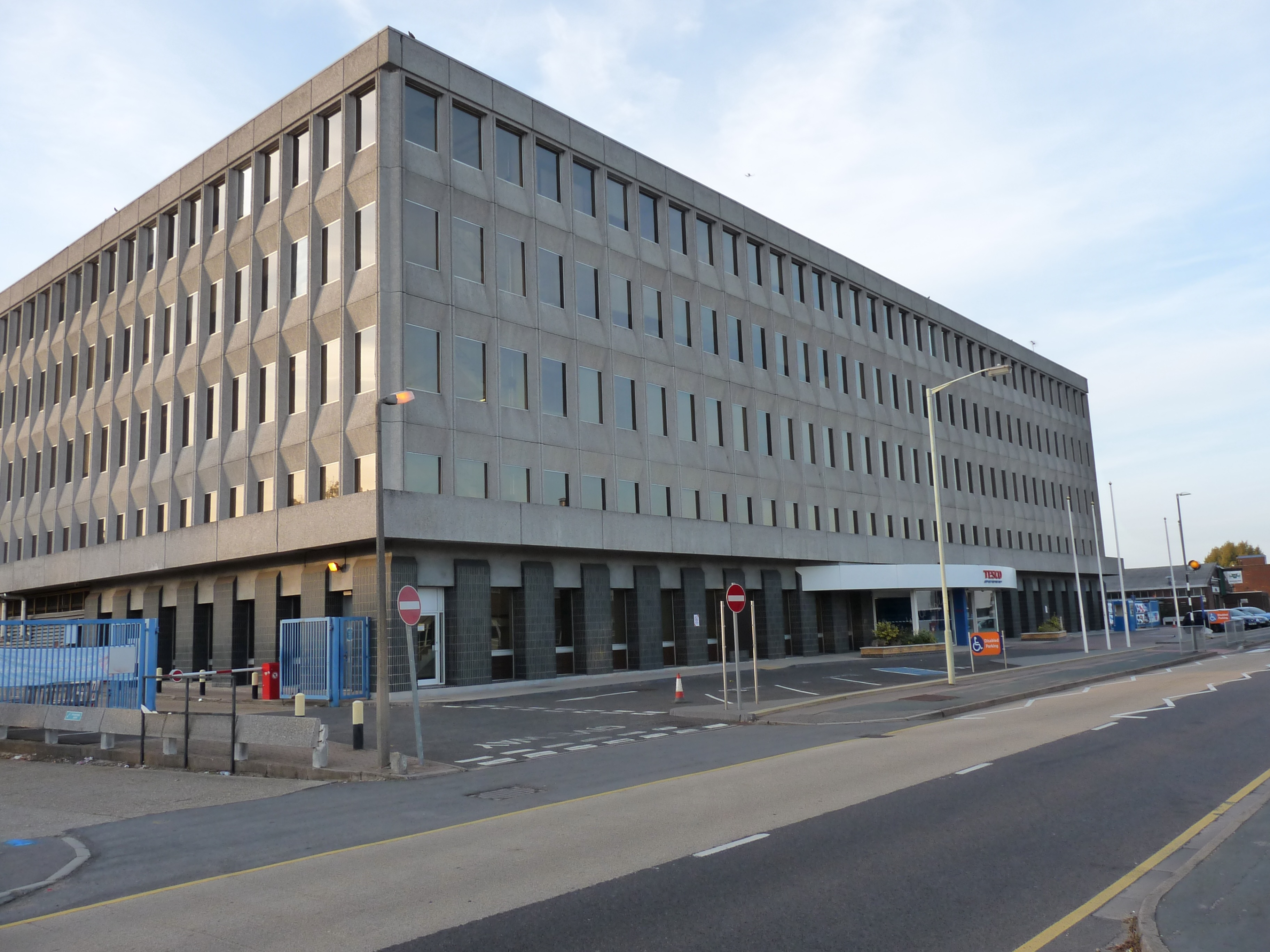
Tesco House - 乐购总部

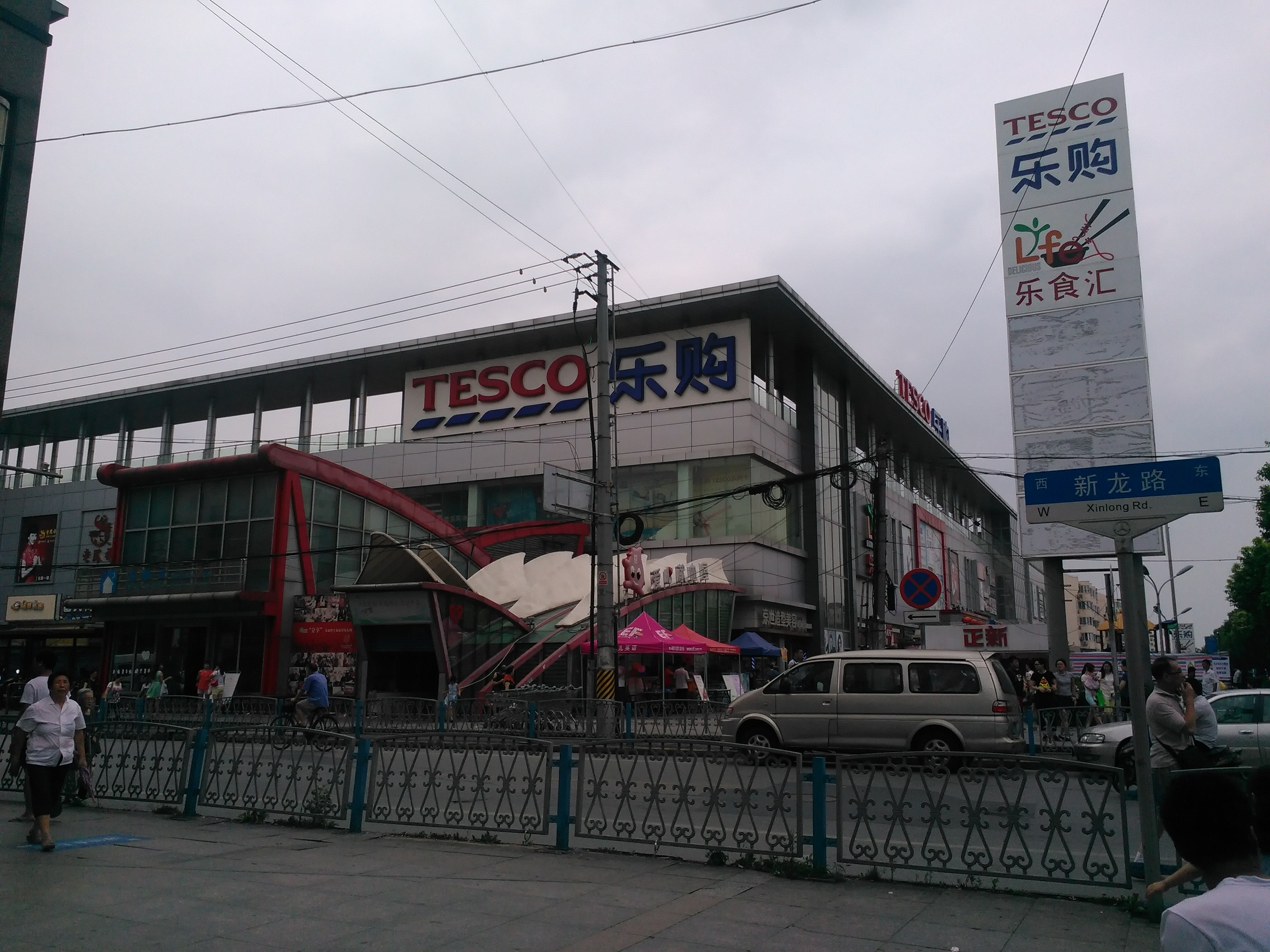
乐购七宝店 (上海)

乐购超市最早以销售食品起家，逐渐延伸至服装、电器、客户财经服务、互联网服务、汽车保险及电信业务。截止到2018年底，TESCO的营业额超过568.83亿英镑。

## 公司运作
英国TESCO公司分为5种形式，分别是：

乐购零售服务所覆盖的国家和地区

- 大卖场（Tesco Extra）是一种乐购的大型仓储店，超市销售的所有商品都能在此买到。第一家特大店于1997年开业，至2004/05财政年度，英国本土的特大店已经发展至100所。一般来说，超大型店的面积都在6300平方公尺左右，2006年1月在斯劳建成的一家占地约18300平方公尺，成为英国面积最大的一家超大型店。
- 标准店（Tesco Superstores）是TESCO标准的超级市场形式，主要销售食品及少量非食品商品。它是乐购最常见的商店，亦是其主要的收入来源。
- 城市店（Tesco Metro）是规模介于TESCO标准店与便捷店之间的一种商店形式，一般坐落于城市市中心或主要街道位置。
- 便利店（Tesco Express）是小型规模的商店，主要以销售食品为主，广泛地分布于繁忙的都市区或购物区中。至2006年2月，全英国的乐购便捷店超过650家。
- 一站店（One Stop）是唯一不使用“TESCO”名称的商店，是规模最小的商店，它们通常是被TESCO兼并的一些小零售商，但被允许保留原来的名称。

## 海外業務
- 2005年5月，乐购宣布试运营一种无食品商店形式，并且于同年10月开设第一家商店——TESCO家庭特别店（Tesco Homeplus），这种仓储店销售除食品外的一切商品，并且乐购计划在2006年至少再开设3家这样的商店。
- 2007年乐购公司商店分布统计表：

| 形式     | 数量 | 面积（平方英尺） | 面积（平方米） | 百分比 |
| -------- | ---- | ---------------- | -------------- | ------ |
| 超大型店 | 175  | 1212万           | 112万          | 40.9%  |
| 标准店   | 424  | 1290万           | 119万          | 43.7%  |
| 城市店   | 163  | 188万            | 18万           | 6.4%   |
| 便捷店   | 827  | 179万            | 16万           | 6.1%   |
| 一站店   | 513  | 70万             | 6.5万          | 0.3%   |
| 总计     | 2102 | 2939万           | 335万5千       | 100%   |

樂購海外營運業務簡表（2011/02）
| 國家         | 進入年份       | 商店數量           | 雇用員工（年平均） | 營業額（百萬英磅） |
| ------------ | -------------- | ------------------ | ------------------ | ------------------ |
| 中國華潤萬家 | 2004（已出售） | 105                | 27,096             | 1,141              |
| 日本         | 2003           | 140                | 4,367              | 476                |
| 馬來西亞     | 2002（已出售） | 74（截至2019年）   | 11,023             | 794                |
| 南韓         | 1999（已出售） | 400（截至2016年）  | 23,131             | 4,984              |
| 泰國蓮花超市 | 1998（已出售） | 1967（截至2019年） | 60000              | 2,844              |
| 土耳其       | 2003           | 121                | 8,038              | 700                |
| 愛爾蘭       | 1997           | 130                | 13,344             | 2,332              |
| 斯洛伐克     | 1996           | 97                 | 9,105              | 996                |
| 捷克         | 1996           | 158                | 12,812             | 1,355              |
| 波蘭         | 1995           | 371                | 24,932             | 2,156              |
| 匈牙利       | 1994           | 205                | 21,157             | 1,649              |
| *法國        | 1992           | -                  | -                  | [ 1 ]              |
| 美國         | 2007           | 164                | 4,134              | 495                |

TESCO在其他国家的业务主要以合资公司的形式出现，例如在韩国与三星公司合作。
TESCO在臺灣曾用的中文譯名為“特易購”。特易購在進入臺灣市場所採取的策略是以獨資的方式進行，然而這項策略導致特易購在臺灣市場的展店速度比不上家樂福及大潤發，使其一直無法達到經濟規模。因此在2005年9月，TESCO宣布出售其在臺灣的9間分店給家樂福，同時出售在捷克和斯洛伐克的分店。在愛爾蘭，TESCO是主要的食品零售商。TESCO还计划打入有6000万美元商业利润的美国零售市场，决定于2007年在西海岸开数家分店。
2008年，TESCO宣布将在印度开设一系列分店。2011年9月，TESCO關閉一部分位於日本的分店。
2013年4月17日Tesco宣佈撤出美國市場，並出售在美國199間Fresh & Easy連鎖店。
2013年8月18日Tesco與華潤創業（港交所：0291）簽訂「諒解備忘錄」，有意成立一家合資企業利原集團，在中國大陸、香港及澳門經營大賣場、超級市場、便利店、現購自運及酒類專賣店業務，雙方佔股比例為80%和20%同年樂購將中國大陸業務的80%股份出售給华润万家。随后乐购的中國大陸门店开始逐步將店名更改為为华润万家。
2015年4月，利原集團在香港開設U購Select超市，首兩家分店於2015年4月18日在太子道西及深井碧堤坊開業，其中深井店邀請呂慧儀出席開幕活動。兩間分店前身均為華潤萬家超級市場，當中超市店舖約1/3面積銷售TESCO及homeplus產品，其餘2/3貨品與華潤萬家超級市場無異。
2015年9月7日Tesco宣佈以42億英鎊（61億美元）的價格，出售南韓的業務Homeplus，給私募基金安博凱（MBK Partners）為首的一個集團，包括加拿大退休金計畫投資局（Canada Pension Plan Investment Board）、公共部門退休金投資委員會（Public Sector Pension Investment Board）和淡馬錫控股公司（Temasek Holdings）。Homeplus在韓國有140個大賣場，375家超市和327家便利店。
2016年4月，特易購確認出售其持有的拉扎達集團（Lazada Group）8.6％的股份，出售完成後還持有其8.3％的股份。據報導，它還試圖出售Dobbies Garden Centres，Giraffe Restaurants 和 Harris + Hoole，專注於其主要的超市業務。
2017年1月29日，Tesco宣佈以37億英鎊（約合46.4億美元），收購英國最大批發商 Booker 布克公司。
2018年3月5日，Tesco和英國最大批發商布克（Booker）公司表示，Tesco已完成對布克公司的40億英鎊（55.1億美元）收購。
2019年1月，Tesco宣布了另一項削減成本的舉措，將關閉90家商店的食品櫃檯，影響約9,000名員工。2019年10月，樂購宣布首席執行官戴夫劉易斯（Dave Lewis）將於2020年卸任，將由肯墨菲（Ken Murphy）接任。
2020年2月，樂購將中國大陸業務的剩餘20%股份全部轉讓給華潤萬家，徹底退出中國大陸市場。
2020年3月9日，乐购宣布将其在泰国Tesco Lotus中持有的86.9%股权及马来西亚业务100%的股权以106亿美元售予泰国正大集团，该项收购案于同年12月获得泰国及马来西亚两国监管机构的批准，至此Tesco在欧洲区以外的全部业务均已出售，也退出了亚洲零售市场，并正式改名为莲花超市。
2020年12月，樂購對雞蛋、米、肥皂和衛生紙等部分產品進行了採購限制（最多買3件），以讓每個人都可以買到這些產品。

## 乐购品牌
“乐购”品牌原是台資頂新集團1997年开始在中国经营的超市品牌，品牌名称为“Hymall乐购”（happy buy mall，快乐地购物）。2004年，TESCO耗资1.4亿英镑购入乐购50%的股份参与经营，2006年12月再次花费1.8亿英镑购入40%的股份，并把品牌名称改为：“TESCO乐购”。2009年底剩下的10%股份从顶新集团购入。
Tesco曾以“TESCO乐购”大卖场、“TESCO乐购天地”超级大卖场及“TESCO乐购Express”便利店三个品牌在中国大陆运营，并同时运营购物中心品牌“乐都汇”。但在2013年Tesco将中国业务售予华润万家后，旗下超市及便利店逐渐改为华润万家品牌继续营业，部分乐都汇购物中心则变为华润置地旗下品牌。（上海地区的TESCO乐购Express便利店改以华润万家旗下“乐购Express”品牌运营，但新品牌与TESCO无关）

## 爭議
倫敦一名6歲小女孩佛羅倫斯（Florence Widdicombe）在TESCO購買一盒聖誕卡，聖誕卡中寫著「我們是中國上海青浦監獄的一群外國人，被強迫勞動，違反了我們的意願。請幫助我們通知人權機構，並聯絡韓飛龍（Peter Humphrey）先生」。韓飛龍曾被控非法獲取中國公民訊息，被判刑期2年，當中9個月在青浦監獄服刑。韓飛龍表示出獄後曾和獄友聯絡，但因中國嚴格控制資訊流通，獄友不能直接回信給他。TESCO表示大為震驚，並表示「我們永遠不會在生產鏈中納入監獄勞工。如果確定該中國印刷廠採用監犯，便會終止和它合作。」中國外交部否認事件，指一切都是由韓飛龍編造，並提到青浦監獄沒有外籍罪犯強制勞動的情況。
《觀察家報》收集了6名曾於青浦監獄服刑的人士的證言，他們能詳細說出監禁期間強制勞動的情況。其中4人形容他們有時候每星期需要工作7天，每天大概工作大約5至6小時，但每月只能賺取30元人民幣。另外2人形容拒絕工作後被獄方以拒絕供應必需品、睡眠剝奪、甚至水刑的方式懲罰。